# Liste d'écrivains nigérians
Ceci est une liste non exhaustive des écrivains nigérians.

## A
- Betty Abah (1974-), journaliste, essayiste, poétesse
- Tola Rotimi Abraham (?), Black Sunday (2020 ?)
- Abimbola Adelakun (1990?), romancière
- Leye Adenle (1975-), Lagos Lady (2016 ?)
- Adeleke Adeyemi (1970?-, nom de plume Mai Nasara), écrivain pour enfants, poète et médiateur scientifique; gagnant du Nigeria Prize for Literature, 2011
- Adonai Gideon Toluwalope (1988?), Dgodzorrhymes, poète, romancier, dramaturge, enseignant et chercheur en éducation
- Chris Abani (né en 1966), romancier, dramaturge et poète
- Chinua Achebe (1930-2013), romancier, poète et critique
- Catherine Obianuju Acholonu (né en 1951), universitaire
- Ezeigbo Adimora Akachi (1947-), romancière, dramaturge et poétesse, enseignant-chercheur
- Toyin Adewale-Gabriel (né en 1969), poète
- Chimamanda Ngozi Adichie (née en 1977), romancière
- Tolu Ajayi (né en 1946), poète et écrivain de fiction
- Yemi Ajibade (1929-2013), dramaturge et acteur
- N.U. Akpan, politicien, romancier et écrivain de non-fiction
- Uwem Akpan (né en 1971), prêtre jésuite et écrivain
- Akilu Aliyu (1918-1998), poète
- Zaynab Alkali (né en 1950), romancière, nouvelliste et universitaire
- T. M. Aluko (1918-2010), romancier et autobiographe
- Elechi Amadi (né en 1934), romancier
- Ifi Amadiume (née en 1947), poétesse, anthropologue et essayiste
- Karen King-Aribisala (1973-), nouvelliste, romancier et universitaire
- Chimamanda Ngozi Adichie (1977-), L'hibiscus pourpre (2003), Autour de ton cou (2009), Americanah (2013), Nous sommes tous des féministes (2015)
- Sefi Atta (né en 1964), romancière, nouvelliste et dramaturge
- Nnorom Azuonye (né en 1967), metteur en scène, dramaturge et poète

## B
- Rotimi Babatunde (1980-), romancier, dramaturge
- Biyi Bandele (né en 1967)
- A. Igoni Barrett (né en 1979)
- Olumbe Bassir (1919-2001)
- Philip Begho (né en 1956)
- Oyinkan Braithwaite (1988-), Ma soeur, serial killeuse (2019 ?)

## C
- Chin Ce (né en 1966)
- Chinweizu Ibekwe (né en 1943)
- John Pepper Clark (1935-2020)
- Teju Cole (1975-), Chaque jour appartient au voleur (2018 ?)
- Samuel Ajayi Crowther (1809-1891)

## D
- Jude Dibia (né en 1975)
- Antera Duke (?-1788c), chroniqueur, diariste
- Baba Muhammad Dzukogi (1965-), B.M. Dzukogi, administrateur artistique

## E
- Michael Echeruo (né en 1937)
- Amatoritsero Ede (en) (1970?), poète, canado-nigérian
- Philip Effiong (1925-2003)
- Vincent Eke (1980 ?), auteur enfance, La carapace de la tortue
- Cyprian Ekwensi (1921-2007)
- Buchi Emecheta (1944-2017)
- E. Nolue Emenanjo (né en 1943)
- Akwaeke Emezi (née en 1987)
- Olaudah Equiano (1745c-1797)
- Rosemary Esehagu (né en 1981)
- Femi Euba (né en 1942)

## F
- Daniel Olorunfemi Fagunwa (1903-1963)
- Adebayo Faleti (en) (1921-2017), poète, écrivain, journaliste, réalisateur, acteur
- Toyin Falola (né en 1953)
- Dan Fulani, pseudonyme de John Hare (écrivain) (en) (1934-2022), explorateur britannique, auteur, défenseur de l'environnement
- Bilkisu Funtuwa (1960,-), romancière, en haoussa

## H
- Helon Habila (né en 1967)
- Obo Aba Hisanjani (né en 1949)

## I
- Abubakar Adam Ibrahim (1979-), La saison des fleurs de flamme (2015)
- Ogaga Ifowodo (1966-)[1]
- Akinwunmi Isola (en) (1939-2018), dramaturge
- Uzodinma Iweala (né en 1982), sociologue
- Festus Iyayi (né en 1947)
- Abubakar Imam (1911-1981)
- Eghosa Imasuen (né en 1976)

## J
- John Jea (1773-?)
- Elnathan John (1982-), Né un mardi (trad. de Born on a Tuesday, en français en 2018), sur la vie quotidienne d'un enfant au Nord du Nigéria en 2010
- Samuel Johnson (1846-1901), historien des Yorubas

## L
- Duro Ladipo (1931-1978)
- Abimbola Lagunju (né en 1960)

## M
- Amina Mama (né en 1958)
- Sarah Ladipo Manyika (en) (1968-), In dependence (2008), Like a mule bringing ice cream to the sun (2016)
- Oliver Mbamara (en) (1970 ?), acteur, cinéaste, avocat, écrivain
- Sebastian Okechukwu Mezu (né en 1941)
- Dele Momodu (né en 1960)
- John Munonye (né en 1929)

## N
- BM Nagidi (?1975)
- Uche Nduka (né en 1963)
- Obi Nwakanma (en) (1966-)[2],[3],
- Nkem Nwankwo (1936-2001)
- Flora Nwapa (1931-1993)
- Adaobi Tricia Nwaubani (1976-), romancière, humoriste, essayiste, journaliste
- Maik Nwosu (1965-)[4]
- Onuora Nzekwu (1928-2017)

## O
- Chigozie Obioma (1986-), La prière des oiseaux (2019)
- Godspower Oboido (1988-), poète et essayiste
- Timothy O. Odulate (1943-)
- Odia Ofeimun (en) (1950-)
- Olu Oguibe (1964-)
- Ike Oguine (en) (1970 ?), avocat, romancier
- Molara Ogundipe (1949-)
- Wole Oguntokun (en) (1980 ?), dramaturge
- Yemi D. Ogunyemi (Yemi D. Prince, 1950-), romancier, poète, dramaturge, nouvelliste, auteur enfance
- Tanure Ojaide (1949-)
- Gabriel Okara (1921-)
- Christopher Okigbo (1932-1967)
- Isidore Okpewho (1941-)
- Nnedi Okorafor (1974-), afro-américaine, romancière
- Christopher Okigbo (1932-1967)
- Chinelo Okparanta (1981-), américano-nigériane, nouvelliste, romancière
- Ukamaka Olisakwe (1982-)
- Onyeka Onwenu (1952-), chanteuse, actrice, dramaturge, activiste, politique
- Ben Okri (1959-)
- Obinna Charles Okwelume (1981-)
- Afolabi Olabimtan (1932-2003)
- Olatubosun Oladapo (1943-)
- Simbo Olorunfemi (en) (1970?-), poète, journaliste
- Kole Omotosho (1943-)
- Kola Onadipe (1922-1988)
- Chibundu Onuzo (1991-), Welcome to Lagos (2016), La fille du roi araignée (2017)
- Nduka Onwuegbute (1969-)
- Ifeoma Onyefulu (1959-)
- Osonye Tess Onwueme (1955-)
- Chidi Anthony Opara (1963?-)[5],
- Sola Osofisan (de) (1964-)
- Bukola Oriola (1976-)
- Dennis Osadebay (1911-1995)
- Femi Osofisan (en) (1946-), poète, dramaturge (> 60 pièces)
- E. C. Osondu (en) (1975 ?), nouvelliste, romancier
- Niyi Osundare (1947-)
- Helen Ovbiagele (1944-)
- Fred Oyetayo (1993-)
- Oyèrónkẹ Oyěwùmí (1957-), professeure, féministe

## P
- Olúmìdé Pópóọlá (1975-), When we speak of nothing (2017)

## R
- Remi Raji (en) (1961-), poète
- Ola Rotimi (1938-2000), romancier, metteur en scène, dramaturge

## S
- Ken Saro-Wiwa (1941-1995), conteur, dramaturge, scénariste, romancier, en pidgin nigérian
- Mabel Segun (1930-)
- Lola Shoneyin (1974-)
- Segun Soetan (1980-), romancier, dramaturge, poète
- Zulu Sofola (1935-1995)
- Ayo Sogunro (1984-)
- Wole Soyinka (1934-), a reçu le Prix Nobel de littérature en 1986
- Bode Sowande (1948-)

## T
- Amos Tutuola (1920-1997)

## U
- Obiora Udechukwu (né en 1946)
- Adaora Lily Ulasi (né en 1932)
- Uchechukwu Peter Umezurike (né en 1975)
- Chika Unigwe (né en 1974)
- Uzoma Uponi (1987 ?), actrice, romancière
- Victor Uzoma (né en 1981)

## V
- Mamman Jiya Vatsa (1944-1986)
- Jumoke Verissimo (né en 1979)

## W
- Ken Wiwa (né en 1968)

## Y
- Balaraba Ramat Yakubu (1959-), scénariste, romancière, d'expression haoussa
- Labo Yari (de) (1942-2023)

## Z
- Sa'adu Zungur (en) (1914-1958), poète, activiste, révoluitionnaire

## avant 1900
- Olaudah Equiano (1745c-1797)
- Antera Duke (?-1788c), chroniqueur, diariste
- John Jea (1773-?)
- Samuel Ajayi Crowther (1809-1891)
- Samuel Johnson (1846-1901)

## 1900
- Daniel Olorunfemi Fagunwa (1903-1963)
- Abubakar Imam (1911-1981)
- Dennis Osadebay (1911-1995)
- Sa'adu Zungur (en) (1914-1958), poète, activiste, révolutionnaire
- Akilu Aliyu (1918-1998), poète
- T. M. Aluko (1918-2010), romancier et autobiographe
- Olumbe Bassir (1919-2001)

## 1920
- Amos Tutuola (1920-1997)
- Cyprian Ekwensi (1921-2007)
- Adebayo Faleti (en) (1921-2017), poète, écrivain, journaliste, réalisateur, acteur
- Gabriel Okara (1921-)
- Kola Onadipe (1922-1988)
- Philip Effiong (1925-2003)
- Onuora Nzekwu (1928-2017)
- Yemi Ajibade (1929-2013), dramaturge et acteur
- John Munonye (né en 1929)

## 1930
- Chinua Achebe (1930-2013), romancier, poète et critique
- Mabel Segun (1930-)
- Duro Ladipo (1931-1978)
- Flora Nwapa (1931-1993)
- Christopher Okigbo (1932-1967)
- Adaora Lily Ulasi (né en 1932)
- Afolabi Olabimtan (1932-2003)
- Elechi Amadi (né en 1934), romancier
- Dan Fulani, pseudonyme de John Hare (écrivain) (en) (1934-2022), explorateur britannique, auteur, défenseur de l'environnement
- Wole Soyinka (1934-), Prix Nobel de littérature 1986
- Zulu Sofola (1935-1995)
- John Pepper Clark (1935-2020)
- Nkem Nwankwo (1936-2001)
- Michael Echeruo (né en 1937)
- Ola Rotimi (1938-2000), romancier, metteur en scène, dramaturge
- Akinwunmi Isola (en) (1939-2018), dramaturge

## 1940
- Ken Saro-Wiwa (1941-1995), conteur, dramaturge, scénariste, romancier
- Sebastian Okechukwu Mezu (né en 1941)
- Isidore Okpewho (1941-)
- Labo Yari (de) (1942-2023)
- Femi Euba (né en 1942)
- Chinweizu Ibekwe (né en 1943)
- E. Nolue Emenanjo (né en 1943)
- Timothy O. Odulate (1943-)
- Olatubosun Oladapo (1943-)
- Kole Omotosho (1943-)
- Buchi Emecheta (1944-2017)
- Helen Ovbiagele (1944-)
- Mamman Jiya Vatsa (1944-1986)
- Tolu Ajayi (né en 1946), poète et écrivain de fiction
- Femi Osofisan (en) (1946-), poète, dramaturge (> 60 pièces)
- Obiora Udechukwu (né en 1946)
- Ezeigbo Adimora Akachi (1947-), romancière, dramaturge et poétesse, enseignant-chercheur
- Ifi Amadiume (née en 1947), poétesse, anthropologue et essayiste
- Festus Iyayi (né en 1947)
- Niyi Osundare (1947-)
- Bode Sowande (1948-)
- Obo Aba Hisanjani (né en 1949)
- Molara Ogundipe (1949-)
- Tanure Ojaide (1949-)

## 1950
- Zaynab Alkali (né en 1950), romancière, nouvelliste et universitaire
- Odia Ofeimun (en) (1950-)
- Yemi D. Ogunyemi (Yemi D. Prince, 1950-), romancier, poète, dramaturge, nouvelliste, auteur enfance
- Catherine Obianuju Acholonu (né en 1951), universitaire
- Onyeka Onwenu (1952-), chanteuse, actrice, dramaturge, activiste, politique
- Toyin Falola (né en 1953)
- Osonye Tess Onwueme (1955-)
- Philip Begho (né en 1956)
- Oyèrónkẹ Oyěwùmí (1957-), professeure, féministe
- Amina Mama (né en 1958)
- Ben Okri (1959-)
- Ifeoma Onyefulu (1959-)
- Balaraba Ramat Yakubu (1959-), scénariste, romancière, d'expression haoussa

## 1960
- Bilkisu Funtuwa (1960,-), romancière, en haoussa
- Abimbola Lagunju (né en 1960)
- Dele Momodu (né en 1960)
- Remi Raji (en) (1961-), poète
- Uche Nduka (né en 1963)
- Chidi Anthony Opara (1963?-)[5],
- Sefi Atta (né en 1964), romancière, nouvelliste et dramaturge
- Olu Oguibe (1964-)
- Sola Osofisan (de) (1964-)
- Baba Muhammad Dzukogi (1965-), B.M. Dzukogi, administrateur artistique
- Maik Nwosu (1965-)[4]
- Chris Abani (né en 1966), romancier, dramaturge et poète
- Chin Ce (né en 1966)
- Ogaga Ifowodo (1966-)[1]
- Obi Nwakanma (en) (1966-)[2],[3],
- Nnorom Azuonye (né en 1967), metteur en scène, dramaturge et poète
- Biyi Bandele (né en 1967)
- Helon Habila (né en 1967)
- Sarah Ladipo Manyika (en) (1968-), In dependence (2008), Like a mule bringing ice cream to the sun (2016)
- Ken Wiwa (né en 1968)
- Toyin Adewale-Gabriel (né en 1969), poète
- Nduka Onwuegbute (1969-)

## 1970
- Adeleke Adeyemi (1970?-, nom de plume Mai Nasara), écrivain pour enfants, poète et médiateur scientifique; gagnant du Nigeria Prize for Literature, 2011
- Amatoritsero Ede (en) (1970?), poète, canado-nigérian
- Oliver Mbamara (en) (1970 ?), acteur, cinéaste, avocat, écrivain
- Ike Oguine (en) (1970 ?), avocat, romancier
- Simbo Olorunfemi (en) (1970?-), poète, journaliste
- Uwem Akpan (né en 1971), prêtre jésuite et écrivain
- Karen King-Aribisala (1973-), nouvelliste, romancier et universitaire
- Betty Abah (1974-), journaliste, essayiste, poétesse
- Nnedi Okorafor (1974-), afro-américaine, romancière
- Lola Shoneyin (1974-)
- Chika Unigwe (né en 1974)
- Leye Adenle (1975-), Lagos Lady (2016 ?)
- Teju Cole (1975-), Chaque jour appartient au voleur (2018 ?)
- Jude Dibia (né en 1975)
- BM Nagidi (?1975)
- E. C. Osondu (en) (1975 ?), nouvelliste, romancier
- Olúmìdé Pópóọlá (1975-), When we speak of nothing (2017)
- Uchechukwu Peter Umezurike (né en 1975)
- Eghosa Imasuen (né en 1976)
- Adaobi Tricia Nwaubani (1976-), romancière, humoriste, essayiste, journaliste
- Bukola Oriola (1976-)
- Chimamanda Ngozi Adichie (1977-), romancière, L'hibiscus pourpre (2003), Autour de ton cou (2009), Americanah (2013), Nous sommes tous des féministes (2015)
- A. Igoni Barrett (né en 1979)
- Abubakar Adam Ibrahim (1979-), La saison des fleurs de flamme (2015)
- Jumoke Verissimo (né en 1979)

## 1980
- Rotimi Babatunde (1980-), romancier, dramaturge
- Vincent Eke (1980 ?), auteur enfance, La carapace de la tortue
- Wole Oguntokun (en) (1980 ?), dramaturge
- Segun Soetan (1980-), romancier, dramaturge, poète
- Rosemary Esehagu (né en 1981)
- Chinelo Okparanta (1981-), américano-nigériane, nouvelliste, romancière
- Obinna Charles Okwelume (1981-)
- Victor Uzoma (né en 1981)
- Uzodinma Iweala (né en 1982), sociologue
- Elnathan John (1982-), Né un mardi (trad. de Born on a Tuesday, en français en 2018), sur la vie quotidienne d'un enfant au Nord du Nigéria en 2010
- Ukamaka Olisakwe (1982-)
- Ayo Sogunro (1984-)
- Chigozie Obioma (1986-), La prière des oiseaux (2019)
- Akwaeke Emezi (née en 1987)
- Uzoma Uponi (1987 ?), actrice, romancière
- Adonai Gideon Toluwalope (1988?), Dgodzorrhymes, poète, romancier, dramaturge, enseignant et chercheur en éducation
- Oyinkan Braithwaite (1988-), Ma soeur, serial killeuse (2019 ?)
- Godspower Oboido (1988-), poète et essayiste

## 1990
- Tola Rotimi Abraham (1990?), Black Sunday (2020 ?)
- Abimbola Adelakun (1990?), romancière
- Chibundu Onuzo (1991-), Welcome to Lagos (2016), La fille du roi araignée (2017)
- Fred Oyetayo (1993-)
- N.U. Akpan (?), politicien, romancier et écrivain de non-fiction